# Guy Ladreit de Lacharrière
Guy Ladreit de Lacharrière (Marseille, 27 juni 1919 - Parijs, 10 maart 1987) was een Frans diplomaat, jurist en rechter. Hij werkte voor de UNESCO, het Franse Ministerie van Buitenlandse zaken en verschillende wetenschappelijke opleidingsinstituten. Hij was rechter en vicepresident van het Internationale Gerechtshof.

## Levensloop
Ladreit de Lacharrière studeerde rechten, politicologie en oriëntaalse talen in Parijs en daarna begon hij in 1946 zijn loopbaan in openbare dienst. Bij UNESCO was hij van 1952 tot 1957 plaatsvervangend directeur van de afdeling voor sociale wetenschappen.
Van 1957 tot 1979 bekleedde hij verschillende functies voor het Franse Ministerie van Buitenlandse Zaken. In de periode van 1964 tot 1969 was hij directeur voor de afdeling voor de Verenigde Naties en internationale organisaties en van 1969 tot 1979 was hij directeur voor de afdeling voor juridische aangelegenheden. Van 1979 tot 1982 was hij buitengewoon lid van de Franse Raad van State.
In de periode van 1954 tot 1981 onderwees Ladreit de Lacharrière aan meerdere instituten, zoals het Instituut voor Politieke Wetenschappen van Sorbonne, de École nationale d'administration, het Instituut voor Internationale Betrekkingen, de juridische faculteit van de Universiteit van Parijs II en de Haagsche Academie voor Internationaal Recht.
In februari 1982 trad hij aan als rechter voor het Internationale Gerechtshof in Den Haag. In 1985 werd hij vicepresident van het hof en in 1987 overleed hij voordat zijn ambtstermijn was afgelopen.
Ladreit de Lacharrière ontving verschillende onderscheidingen. Zo werd hij als benoemd tot Officier in het Franse Legioen van Eer en verder benoemd tot Commandeur in de Franse Nationale Orde van Verdienste.

## Werk (selectie)
- 1964: Commerce extérieur et sous-développement, Parijs
- 1969: La nouvelle division internationale du travail, Genève
- 1973 La stratégie commerciale du développement, Parijs
- 1977: Droit de la mer, Parijs

- Bibliothèque nationale de France: cb12617398r (data)
- Gemeinsame Normdatei: 118940236
- International Standard Name Identifier: 0000 0003 5481 1602
- Library of Congress Control Number: n83220021
- Nationale Bibliotheek van Israël: 987007420319105171
- Nederlandse Thesaurus van Auteursnamen: 070119457
- Système universitaire de documentation: 029800676
- Virtual International Authority File: 62347907
- WorldCat: E39PBJk8W9FK8mT4BFpwcBMwYP